# The Runaways (filme)
The Runaways (bra: The Runaways - Garotas do Rock; prt: The Runaways) é um filme estadunidense de 2010, do gênero drama biográfico-musical, dirigido e escrito por Floria Sigismondi, baseado no livro autobiográfico Neon Angel: The Cherie Currie Story, de Cherie Currie e Neal Shusterman.
Estrelado por Dakota Fanning (a vocalista Currie), Kristen Stewart (a guitarrista e vocalista Joan Jett) e Michael Shannon (o produtor Kim Fowley), o filme conta a história da banda de rock da década de 1970 The Runaways e foi lançado em 19 de março de 2010 nos Estados Unidos, com orçamento de 10 milhões de dólares.

## Sinopse
Em Los Angeles, na década de 1970, a adolescente Joan Jett começa a montar uma banda de rock só de mulheres, com o apoio da amiga Cherrie Currie e do empresário Kim Fowley. Apesar da vida desajustada que levam, as integrantes da banda The Runaways chegam ao sucesso.

## Elenco
- Dakota Fanning → Cherie Currie
- Kristen Stewart → Joan Jett
- Stella Maeve → Sandy West
- Scout Taylor-Compton → Lita Ford
- Michael Shannon → Kim Fowley
- Johnny Lewis → Scottie
- Alia Shawkat → Robin[7]
- Riley Keough → Marie Currie
- Hannah Marks → Tammy, a groupie

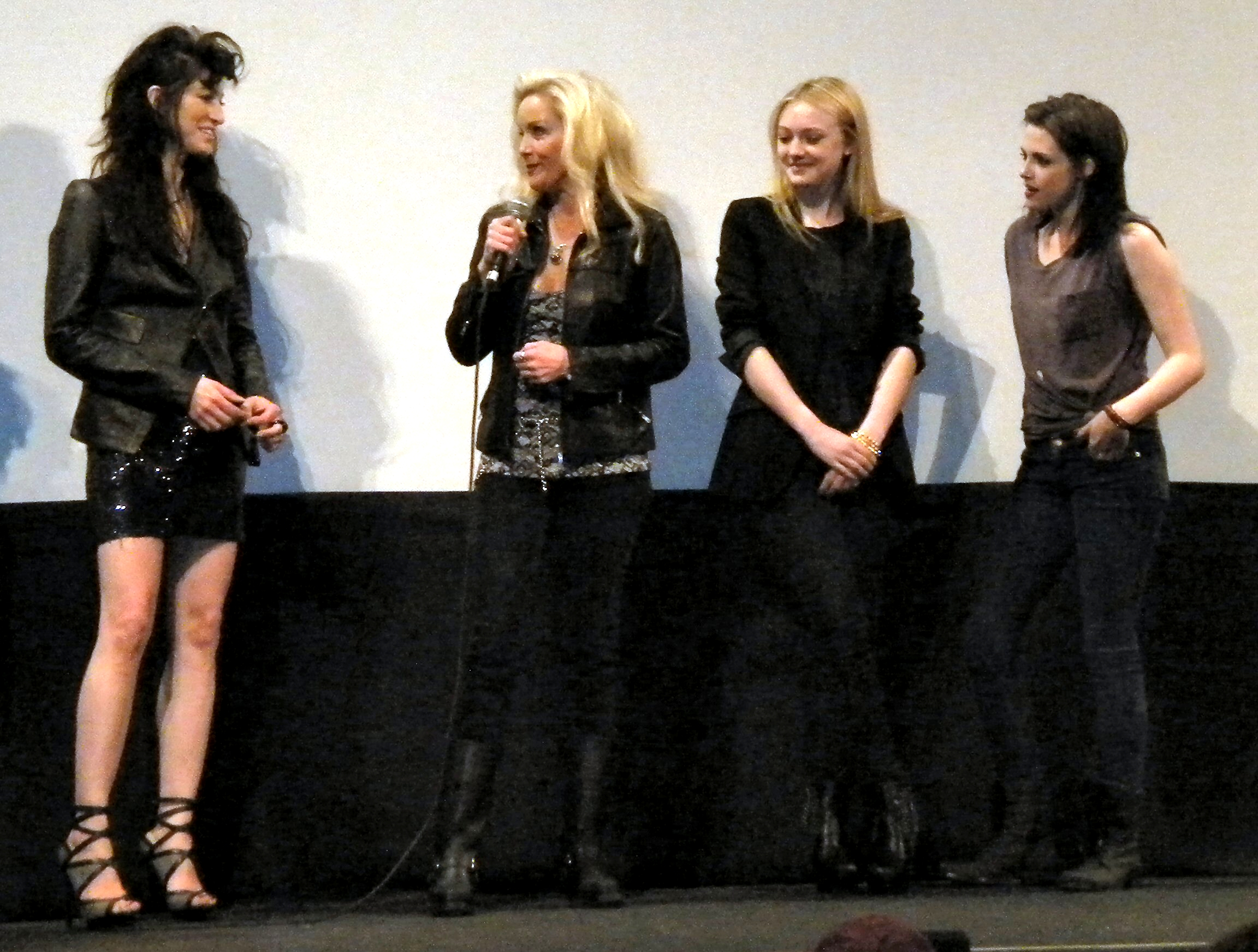
(Da esquerda para a direita) Floria Sigismondi, Cherie Currie, Dakota Fanning e Kristen Stewart

- Keir O'Donnell → Rodney Bingenheimer
- Tatum O'Neal → Marie Harmon
- Brett Cullen → Mr. Currie, Cherie's father
- Brendan Sexton III → Derek
- Robert Romanus → o professor de guitarra
- Nick Eversman → Ricky

## Produção
Lita Ford e Jackie Fox, também integrantes da banda, jamais foram contatadas sobre os direitos de uso da história. Fox chegou a abrir um processo contra os produtores por causa disso, mas Jett declarou que nenhuma personagem vista em cena foi baseada nela. Ford considerou nojenta a oferta da agente de Joan Jett para comprar os direitos sobre sua história de vida.
A baixista Robin, que aparece no show do Japão, é um personagem fictício, criado para o filme. Na vida real a baixista foi Jackie Fox, que se recusou a ceder os direitos de aparição no filme,
As filmagens ocorreram entre 21 de junho e 2 de agosto de 2009.

## Trilha sonora
A trilha sonora do filme foi lançada em março de 2010 e conta com gravações originais da banda e novas versões cantadas pelas protagonistas Dakota Fanning e Kristen Stewart, que precisaram treinar um mês antes das filmagens para que aprendessem as canções do The Runaways. além de David Bowie, Sex Pistols e The Stooges.

## Nomeações
- MTV Movie Awards - Melhor beijo (Kristen Stewart e Dakota Fanning) (2010)[carece de fontes?]
- Teen Choice Awards - Melhor atriz em filme de drama (Kristen Stewart e Dakota Fanning)[carece de fontes?] e Melhor filme de drama.[carece de fontes?]